# Само не ти (филм из 2023)
Само не ти (енгл. Anyone But You) америчка је романтична комедија из 2023. године, у режији Вила Глука, по сценарију који је написао с Иланом Вулперт. Главне улоге тумаче Сидни Свини и Глен Пауел.
Приказивање у биоскопима започело је 22. децембра 2023. у САД, односно 28. децембра у Србији. Добио је помешане рецензије критичара и зарадио преко 217 милиона долара.

## Радња
Беа (Сидни Свини) и Бен (Глен Пауел) изгледају као савршен пар, али након невероватног првог састанка догодиће се нешто што ће њихову ватрену привлачност претворити у ледену — све док се неочекивано не нађу заједно на венчању у Аустралији. Тада раде оно што би урадиле било које две зреле одрасле особе — претварају се да су пар.

## Улоге
| Глумац         | Улога    |
| -------------- | -------- |
| Сидни Свини    | Беа      |
| Глен Пауел     | Бен      |
| Александра Шип | Клодија  |
|                | Пит      |
| Хедли Робинсон | Хале     |
| Мишел Херд     | Керол    |
| Дермот Малрони | Лео      |
| Дарен Барнет   | Џонатан  |
| Рејчел Грифитс | Ини      |
| Брајан Браун   | Роџер    |
| Чарли Фрејзер  | Маргарет |
| Џо Дејвидсон   | Бо       |